# Omladinski Fudbalski Klub Beograd
L'OFK Beograd (en serbi: ОФК Београд) és un club de futbol serbi de la ciutat de Belgrad. El seu nom en català vol dir Jove Club de Futbol de Belgrad. Forma part de l'organització poliesportiva OSD Beograd.

## Història
Els orígens del club es troben en el BSK Beograd, club punter abans de la Segona Guerra Mundial, fundat l'any 1911. El 1945 fou reanomenat Metalac, canviant de nou a BSK el 1950, i des de 1957 el seu actual nom OFK Beograd.
Com a BSK fou cinc cops campió de Iugoslàvia (1931, 1933, 1935, 1936 i 1939). També guanyà la copa iugoslava quatre cops, els anys 1953, 1955, 1962 i 1966. A més fou semifinalista de la Recopa d'Europa el 1963.

## Palmarès
- 5 Lliga iugoslava de futbol: 1931, 1933, 1935, 1936 i 1939.
- 4 Copa iugoslava de futbol: 1953, 1955, 1962 i 1966.

## Jugadors destacats
- Ilija Petković
- Slobodan Santrač
- Spasoje Samardžić
- Blagoje "Moša" Marjanović
- Blagoje Krivokuća
- Dragoslav Stepanović
- Sava Antić
- Miloš Milutinović
- Josip Skoblar
- Aleksandar Tirnanić